# Eurycea rathbuni
La salamandra ciega de Texas (Eurycea rathbuni) es un anfibio urodelo endémico de unas pocas cavernas de Texas (Estados Unidos). Se cree que hay menos de cien de estas salamandras en su hábitat natural.

## Características
Estos anfibios pueden pasar meses sin comer y además no poseen pigmentos en su piel. Tampoco posee ojos, pero tiene una piel sensible a los cambios de corriente bajo el agua. Gracias a esta piel detectan el movimiento hecho por sus presas como caracoles, anfípodos y otros invertebrados. Es similar a Proteus anguinus.
Este troglodita presenta agallas con las que puede respirar en el medio acuático donde vive. Posee unas patas diminutas y una cabeza aplanada.

## Reproducción
Poco se conoce de la reproducción de estos urodelos, pero se sabe que no poseen una temporada de cortejo, la reproducción se puede llevar a cabo en cualquier época del año. Muchas veces la hembra es quien estimula al macho para que deposite un paquete de esperma en las rocas y luego la hembra lo introduce en su cloaca.